# Trofeo Gordon Bennett
El Trofeo Gordon Bennett corresponde a una competición aeronáutica, desarrollada a principios del siglo XX. Esta competencia fue impulsada por James Gordon Bennett, Jr., fundador del New York Herald en París, así como de otras competiciones en globo y automovilísticas.

## Desarrollo
Tras el éxito generado por las versiones de automóviles y globos, el millonario Gordon Bennett Jr., buscó realizar una competición similar, pero dirigida a los aeroplanos. Fue de esta manera que apoyándose en su medio de prensa, convocó a pilotos de diversos países.

## Ganadores
La tabla presentada a continuación, muestra los ganadores oficiales. En 1914, no se efectuó la carrera debido al estallido de la Primera Guerra Mundial, y hasta después de 1919 no se presentaron competidores.
| Año  | Sede            | Aeronave ganadora     | Nacionalidad   | Piloto               | Distancia | Tiempo            | Velocidad media |
| ---- | --------------- | --------------------- | -------------- | -------------------- | --------- | ----------------- | --------------- |
| 1909 | Reims           | Curtiss No. 2         | Estados Unidos | Glenn Curtiss        | 20 km     | 15 min 50,6 s     | 75,27 km/h      |
| 1910 | Belmont Park    | Blériot XI            | Reino Unido    | Claude Grahame-White | 100 km    | 1 h 1 min 4,74 s  | 98,23 km/h      |
| 1911 | Eastchurch      | Nieuport II           | Estados Unidos | Charles Weymann      | 150 km    | 1 h 11 min 36,2 s | 125,69 km/h     |
| 1912 | Clearing        | Deperdussin Monocoque | Francia        | Jules Védrines       | 200 km    | 1 h 10 min 56 s   | 169,37 km/h     |
| 1913 | Reims           | Deperdussin Monocoque | Francia        | Maurice Prévost      | 200 km    | 59 min 45,6 s     | 200,8 km/h      |
| 1920 | Orléans/Étampes | Nieuport 29           | Francia        | Joseph Sadi-Lecointe | 300 km    | 1 h 6 min 17,2 s  | 271,55 km/h     |

- Datos: Q4243717
- Multimedia: Gordon Bennett Aviation Cup / Q4243717